# فصل بهار (شاعر)
فصل بهار خانم یا ایران‌الدوله (زادهٔ ۱۲۹۵ قمری - درگذشتهٔ ۱۳۵۹ قمری) شاعر و نویسنده عصر قاجار اهل ایران بود. از او علاوه بر شعر آثاری در نقاشی و خوانندگی باقی مانده‌است.

## زندگی و آثار
پدرش سلطان حسین میرزا نیرالدوله پسر پرویز میرزا قاجار، از نوادگان فتحعلی شاه و مادرش شمس‌الدوله دختر فرهاد میرزا معتمدالدوله بود.
دیوان اشعار او، بهار جنت نام دارد که شامل حدود شش هزار بیت شعر از انواع قصیده، غزل، رباعی است. از وی علاوه بر دیوان اشعار، کتاب آشپزی و خانه‌داری هم به جا مانده‌است.
ایران‌الدوله علاوه بر سرودن شعر، نقاشی هم می‌کرد و از شاگردان کمال‌الملک بود و موفق به گرفتن گواهینامه از مدرسه صنایع مستظرفه شد. تابلوهای رنگ روغن به جا مانده از وی را فرزندانش نگهداری می‌کنند.
فصل بهار خانم در هنر موسیقی و آواز نیز تبحر داشت، پیانو و تار را خوب می‌نواخت، چند صفحه از او به جا مانده که در یکی از آنها آوازی در بیات ترک خوانده‌است. او در سال ۱۹۲۰ میلادی به سفری در اروپا رفت. این شعر از او است:
| می‌گفت یکی بلبل شوریده چو من      |  | گر فصل بهارست و سرو است و چمن |
| پس لاله چرا داغ به دل رسته ز خاک |  | پوشیده بنفشه رخت ماتم بر تن   |